# SYNGAP1
SYNGAP1是在人类中由SYNGAP1 基因编码的蛋白质。其是由Ras GTPase活化的蛋白质，对于正常的突触功能与认知能力的发育健全极其重要，其在人体内的突变可能会导致癫痫或智力障碍。

## 名词解释
英文全称为“Synaptic Ras GTPase-activating protein 1”，也被称为“synaptic Ras-GAP 1”或者“SynGAP1”。“Synaptic”意为“突触的”；Ras家族蛋白为一种小GTPase（“-ase”后缀表示酶），广泛参与细胞分化等过程，其名称来自“Rat sarcoma（大鼠肉瘤）”的缩写。“GTPase-activating protein”即GTP酶活化蛋白，简称“GAP”，被认为可以控制Ras通路。Ras-GAPs可参与RAS通路调节以及其他途径的调节，从而参与细胞活动。本文讲述的是Ras-GAPs其中的一种，即SynGAP1。大脑通过突触建立思维联系，异常的突触Ras-GAP即SynNAP会导致突触功能缺陷，进而影响记忆与学习，SynGAP1突变被认为许多相关疾病的病因。

## 功能
SynGAP1是一个具有多种功能的复杂蛋白质，可能由复杂的亚型以进行短时调节。其有记录的功能包含NMDA受体介导的突触可塑性和AMPA受体通过制止向上游信号传导通路插入膜的机制。 SynGAP1也与Unc51协同作用于轴突形成中。SynGAP1是通过抑制Ras信号传递影响MAP激酶信号途径来影响上述过程。选择性剪接和多转录起点位表现出相反的作用，从而体现了c和n端多功能蛋白质结构域的重要性。 例如，SynGAP1的α1端变体的表达会增加突触强度，而α2c端变体的表达会减少突触强度。总体而言，SynGAP1对生物生存与发育不可或缺，敲除该基因后的幼鼠在孕期内或者出生后不久死亡即体现了这一点。（注：基因决定了所编码的蛋白质，故敲除基因后蛋白质可能变异而失去作用；本条目中，蛋白质与基因同名，需要区分。）

### 树突棘的发展和成熟
SynGAP1分布于后突触密度区（postsynaptic density,PSD）和兴奋性突触(excitatory synapse)的树突棘(dendritic spines)。 基因敲除后得到SynGAP基因杂合子和纯合子老鼠，培养其神经，发现树突棘无论大小均快速成熟，并产生更多的蘑菇状和相对更细长的刺。 树突棘头部因丝切蛋白(Coffin)的磷酸化而增大，这也减少了F-肌动蛋白的切割（severing）和周转（turnover）。 树枝刺的增加大小也对应于结合膜的AMPARs的增加或沉默突触（silent synapse）的的减少。 这些神经在微型突触后兴奋电位 (mEPSP)中产生更高的频率和更大的电流。 带有特定蛋白质结构域突变的小鼠模型在新生儿期展现出高度活跃的海马体三突触回路。 突变在第3周的发育中影响最大，而且成年后修复这一突变并不会改善行为和认知水平。

## 临床意义
若干在SYNGAP1基因上的突变被证实为智力障碍的病因之一。 而智力障碍有时与由同基因导致的其他缺陷造成的综合征有关，但与SYNGAP1相关的智力障碍并不会出现明显的症状，因此称为无症状智力障碍（non-syndromic intellectual disability）。这是一个偶发性突变，发生在父母的配子减数分裂或受精过程中，患者的父母往往没有带病基因。 并且这一突变产生显性突变基因，因此即使患者只有一个突变的等位基因，最终都将发育为有智力障碍的。
这种基因突变也被发现与癫痫有关。

## 相互作用
SYNGAP1被发现可以与DLG3和ULK1产生相互作用。